# Емили дьо Равин
Емили де Равин (на английски: Emilie de Ravin) е австралийска актриса. Родена е на 27 декември 1981 в Маунт Илайза, Австралия. Тя привлича вниманието с филма Beastmaster: The Legend Continues. Участва и в сериала „Розуел“, но с ролята си на Клеър Литълтън в сериала „Изгубени“ става наистина известна. Емили се радва на щастливо детство. Като е на 9, започва да учи балет, а на 15 г. се записва в престижното Australian Ballet School. Участва в продукции на „Australian Ballet Company“ както и в Danceworld 301. Учи актьорско майсторство в National Institute of Dramatic Art in Australia (NIDA)“, както и в „Prime Time Actors Studio“ в Лос Анджелис. Емили има две по-големи сестри.
На 3 октомври 2015, де Равин обявява, че очаква първото си дете от приятеля си Ерик Билич. 12 март 2016, актрисата ражда момиченце на име Вера Одри де Равин-Билич. Двойката обявява годеж на 6 юли 2016.